# Montmartre

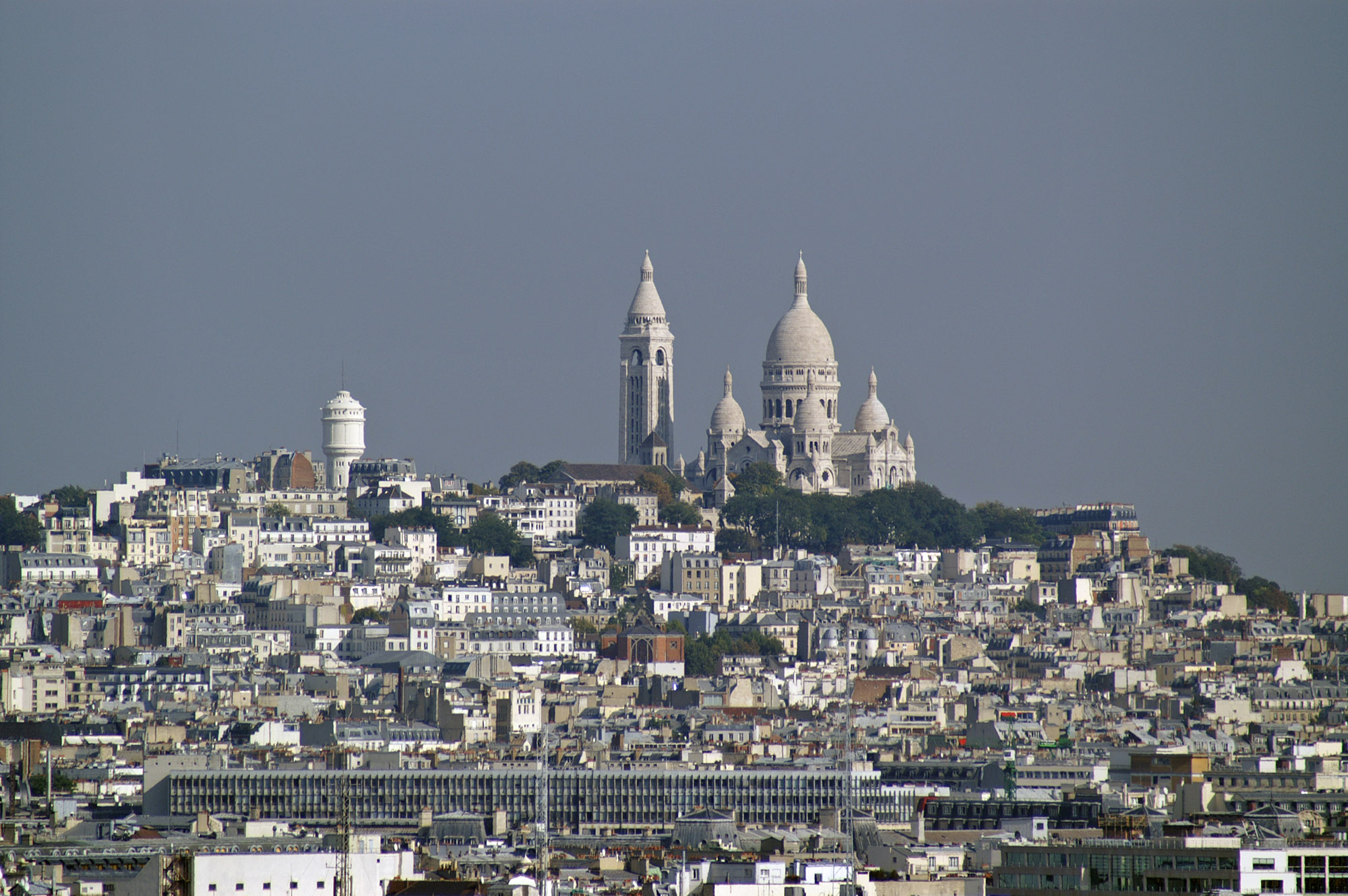
Pohled z Eiffelovy věže na Montmartre se Sacré-Cœur

 Montmartre (v překladu: Hora mučedníků) je kopec v Paříži a historická čtvrť, která se na něm rozkládá. Původně samostatná obec byla připojena k Paříži v roce 1860 a stala se součástí 18. obvodu. Montmartre se nachází na severu města a je nejvyšším přirozeným bodem v Paříži. Jeho vrcholek ve výši 130,53 m se nachází v prostoru hřbitova Calvaire u kostela Saint-Pierre de Montmartre. Na vrchol vede lanovka nebo schodiště o 222 schodech. Jedná se o jedno z nejvýznamnějších turistických míst v Paříži. Mezi zdejší významné památky patří bazilika Sacré-Cœur nebo světoznámý francouzský kabaret Moulin Rouge na úpatí kopce. Na kopec vedou linky metra 2 (stanice Anvers, Pigalle a Blanche) a linky 12 (stanice Pigalle, Abbesses, Lamarck – Caulaincourt a Jules Joffrin). Ulicemi rovněž jezdí autobusová linka Montmartrobus.

## Historie
Montmartre byl dlouhou dobu samostatnou vsí za pařížskými hradbami. Jeho latinský název zněl Mons Martyrum, fr. Mont des martyrs (tj. Hora mučedníků). Podle legendy zde byl sťat první pařížský biskup svatý Diviš spolu se svými dvěma učedníky. Legenda vypravuje, že po popravě vzal sv. Diviš svou useknutou hlavu a odešel s ní na sever, kde se dnes nachází bazilika Saint-Denis, ve které je pohřben.
Ve skutečnosti Montmartre pochází z označení Mons Martis (Martova hora), neboť zde v galorománské době stál chrám zasvěcený bohu války Martovi. Dnes se na jeho místě nachází kostel Saint-Pierre de Montmartre, který v sobě uchovává čtyři sloupy z doby antiky. Po pádu Římské říše v době křesťanství byl název mont de Mars interpretován jako mont de martre (martre ve staré francouzštině označovalo dnešní martyr, mučedník).
Během obléhání Paříže v roce 1590 Jindřich IV. nechal severně od Paříže umístit dvě dělostřelecké baterie: jednu na vrcholku Montmartru a druhou poblíž šibenice Montfaucon, ze kterých ostřeloval město.

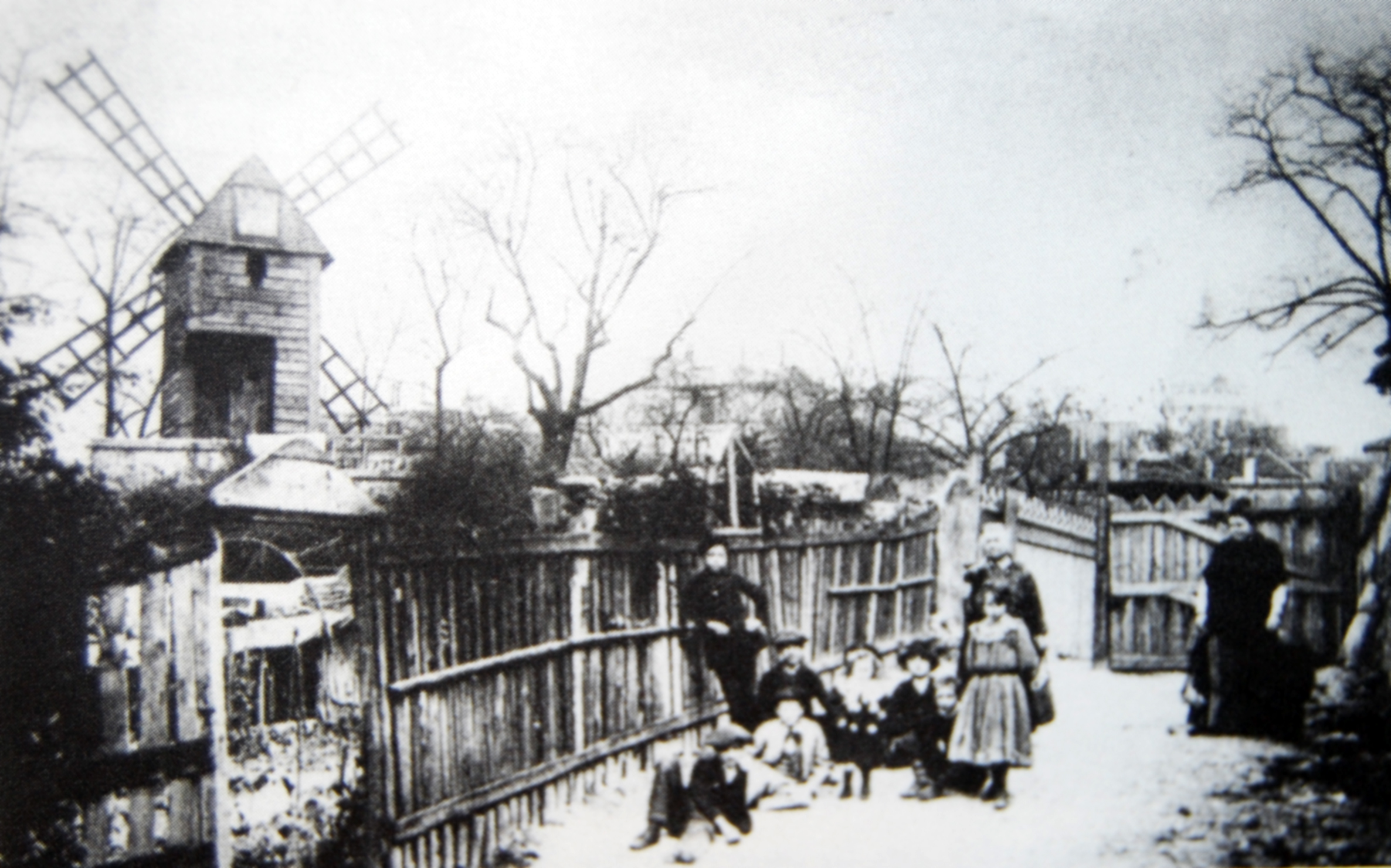
Historický pohled na Montmartre

Po vytvoření obcí a departementů na základě dekretu z 12. listopadu 1789 Národního shromáždění, se Montmartre od března 1790 stal samostatnou obcí v departementu Seine.
Městské hradby z let 1785–1788 rozdělily starou farnost na dvě části. Horní Montmartre se stal samostatnou obcí a dolní Montmartre byl začleněn do Paříže. Prvním starostou samostatného Montmartru se v roce 1790 stal Félix Desportes (1763–1849), měšťan původem z Rouenu, který se v roce 1788 usídlil na Place du Tertre č. 3. Svůj dům přeměnil na radnici a funkci zastával až do dubna 1793.
V letech 1840–1845 byly postaveny tzv. Thiersovy hradby, které rozdělily území obce opět na dvě části. Dne 1. ledna 1860 při rozšíření Paříže až k Thiersovým hradbám bylo území obce Montmartre administrativně odděleno. Větší část, nacházející se uvnitř hradeb byla připojena k Paříži a stala se součástí 18. obvodu, který se nazývá Buttes-Montmartre. Menší část za hradbami byla přičleněna k obci Saint-Ouen. Většina historického území bývalé obce Montmartre dnes tvoří západní část 18. obvodu a menší část se nachází na severu 9. obvodu (čtvrť Batignolles).
Montmartre byl významným místem Pařížské komuny v roce 1871. 18. března 1871 zde po vstupu do Paříže nechal Adolphe Thiers umístit kanóny k ostřelování města. Dne 16. června 1875 byl položen na vrcholku kopce základní kámen baziliky Sacré-Cœur, která byla vysvěcená až po první světové válce v roce 1919.
Na přelomu 19. a 20. století se Montmartre stal oblíbeným místem umělců jako byli Camille Pissarro, Henri de Toulouse-Lautrec, Théophile Alexandre Steinlen, Vincent van Gogh, Amedeo Modigliani nebo Pablo Picasso. Později umělci přesídlili do čtvrti Montparnasse na levém břehu.

## Pamětihodnosti

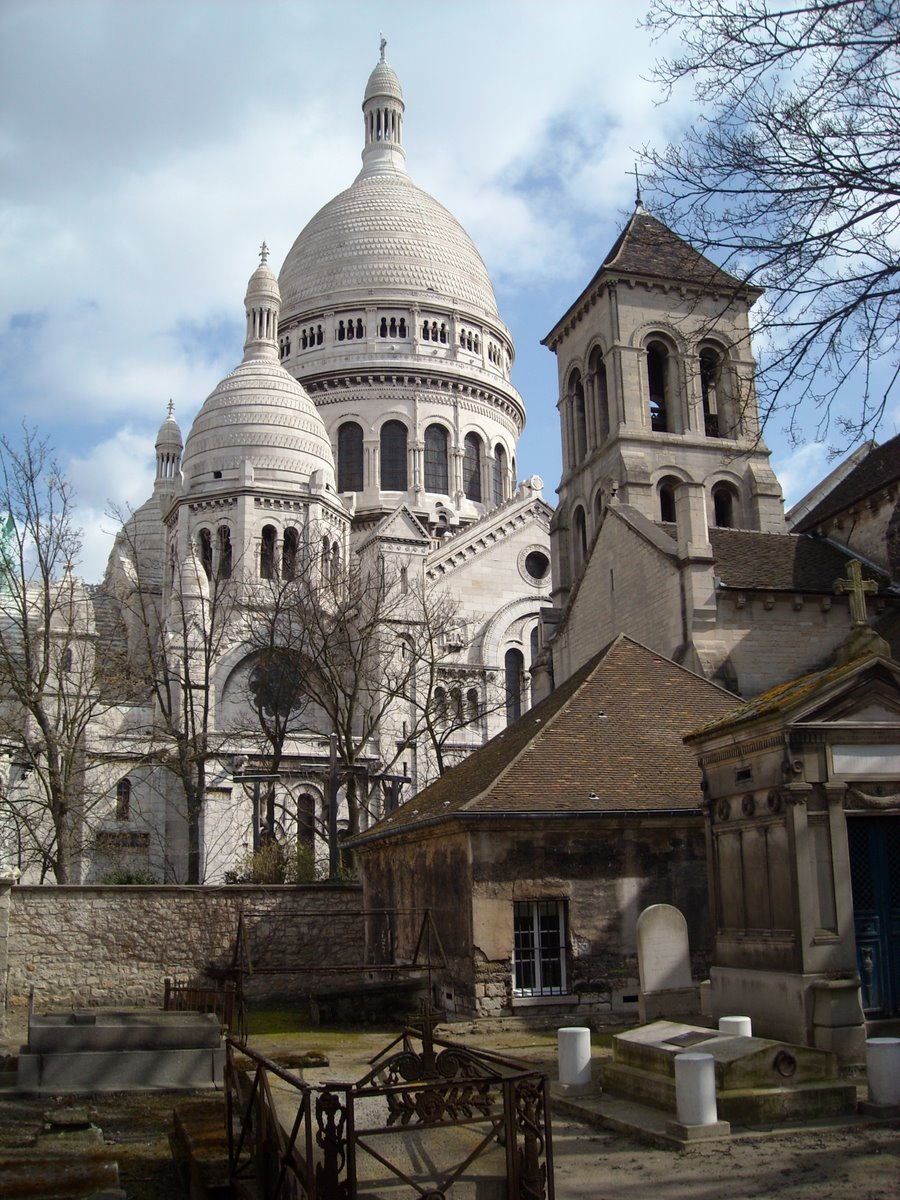
Bazilika Sacré-Cœur a kostel Saint-Pierre se hřbitovem Calvaire

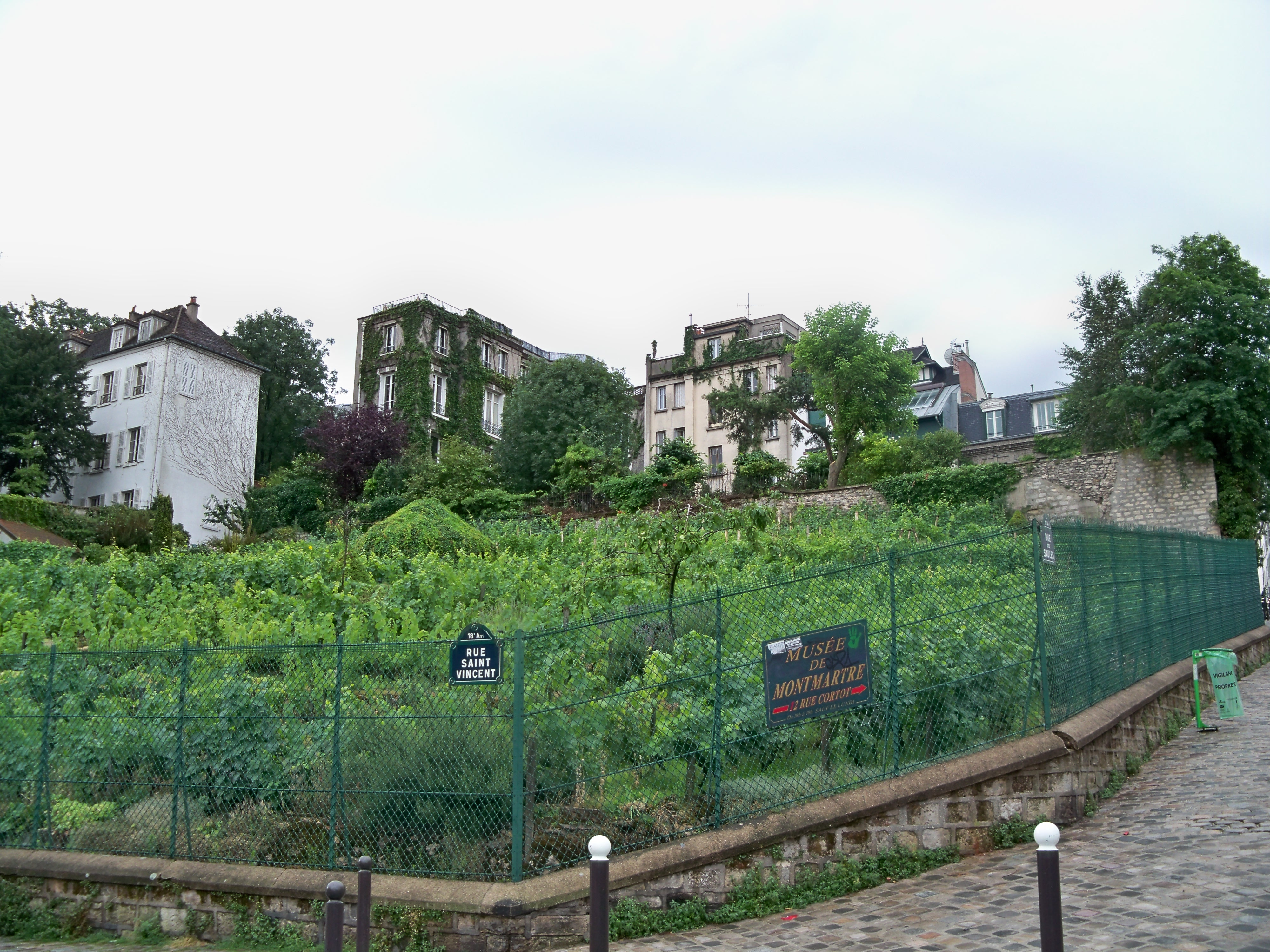
Vinice na Montmartru

Z církevních pamětihodností jsou na Montmartru:
- bazilika Sacré-Cœur
- kostel Saint-Pierre de Montmartre
- kostel Saint-Jean de Montmartre

Dále zde působí tři náboženské komunity: kongregace Notre-Dame du Cénacle, založená v departementu Ardèche roku 1826, na Montmartru od 1890, řád karmelitánů a benediktinky od Sacré-Cœur de Montmartre, které spravují baziliku a nepřerušenou eucharistickou adoraci.
Z kulturních institucí jsou zde:
- Espace Dalí – muzeum zasvěcené Salvadoru Dalímu
- Musée de Montmartre – muzeum Montmartru
- Théâtre des Abbesses – divadlo zaměřené na tanec a hudbu
- Théâtre de la Manufacture des Abbesses – divadlo zaměřené na současné hry
- kabarety Moulin Rouge, Le Chat noir a Lapin Agile
- Moulin de la Galette

Další pamětihodnosti a zajímavosti:
- Place du Tertre
- hřbitov Montmartre
- ulice Rue Lepic s kavárnou Les Deux Moulins proslavenou filmem Amélie z Montmartru
- Vinice na Montmartru
- lanovka na Montmartre
- Bateau-Lavoir
- Vinobraní na Montmartru první víkend v říjnu

## Osobnosti spojené s Montmartrem

### Rodáci
- Marcel Carné, režisér
- Jean-Pierre Cassel, herec
- Vincent Cassel, herec
- Jean Gabin, herec
- Virginie Lemoine, herečka
- André Malraux, spisovatel, politik a cestovatel
- Jean Renoir, filmový režisér
- Robert Sabatier, spisovatel
- Michel Sardou, zpěvák
- Maurice Utrillo, malíř

### Obyvatelé
| Herci - Jeanne Balibar - Richard Berry - Irène Jacob - Mélanie Laurentová - Jean Marais - Isabelle Nanty - Helena Noguerraová - Dominique Pinon - Jean-Paul Rouve Spisovatelé - Marcel Aymé - Aristide Bruant - Louis-Ferdinand Céline - Max Jacob - Pierre Mac Orlan - Jacques Prévert - Boris Vian | Hudebníci - Thomas Bangalter - Alain Bashung - Hector Berlioz - Dalida - Serge Gainsbourg - Guy-Manuel de Homem-Christo - Claude Nougaro - Patachou - Erik Satie Malíři - Eugène Boch - Lucien Genin - Georges Michel - Gen Paul - Pablo Picasso - Henri Royer - John Peter Russell | - Henri de Toulouse-Lautrec - Maurice Utrillo - Suzanne Valadon - Vincent van Gogh - Adolphe Willette - Félix Ziem Režiséři - Marcel Carné - Abel Gance - Michel Gondry - Jean-Pierre Jeunet - Claude Lelouch - Édouard Salier - Érick Zonca Další - Georges Clemenceau, politik - La Goulue, tanečnice |

## Montmartre ve filmu
Montmartre se stal dějištěm několika filmů, mezi jinými Amélie z Montmartru, Maigret klade past, Maigret a drahoušek z Montmartru, Moulin Rouge!, Paříž 36 nebo trilogie Prohnilí, Prohnilí proti prohnilým a Superprohnilí. V povídkovém filmu Paříži, miluji tě je Montmartru věnovaná první povídka.